# 滋賀県道213号湖東彦根線
滋賀県道213号湖東彦根線（しがけんどう213ごう ことうひこねせん）は、滋賀県東近江市から彦根市に至る一般県道である。

## 概要
東近江市南花沢町から彦根市服部町に至る。
途中、愛知郡愛荘町長野で途絶えているため、全線走破は不可能。

### 路線データ
- 起点：東近江市南花沢町（南花沢交差点、国道307号交点、滋賀県道327号湖東八日市線起点）
- 終点：彦根市服部町（滋賀県道2号大津能登川長浜線交点）
- 総延長：6.4 km

## 路線状況

### 重複区間
- 滋賀県道327号湖東八日市線（東近江市南花沢町・南花沢交差点（起点） - 東近江市横溝町・横溝出屋敷交差点）
- 滋賀県道13号彦根八日市甲西線（東近江市南花沢町・横溝交差点 - 東近江市北菩提寺町）
- 国道8号（愛知郡愛荘町愛知川・御幸橋北交差点 - 愛知郡愛荘町愛知川）

## 地理

### 通過する自治体
- 滋賀県
  - 東近江市 - 愛知郡愛荘町 - 彦根市

### 交差する道路
| 交差する道路                                                             | 市町村名 | 市町村名 | 交差する場所 | 交差する場所        |
| ------------------------------------------------------------------------ | -------- | -------- | ------------ | ------------------- |
| 国道307号 / 近江グリーンロード 滋賀県道327号湖東八日市線 重複区間起点    | 東近江市 | 東近江市 | 南花沢町     | 南花沢交差点 / 起点 |
| 滋賀県道216号雨降野今在家八日市線 滋賀県道327号湖東八日市線 重複区間終点 | 東近江市 | 東近江市 | 横溝町       | 横溝出屋敷交差点    |
| 滋賀県道218号横溝秦荘線                                                  | 東近江市 | 東近江市 | 横溝町       | 善明寺交差点        |
| 滋賀県道13号彦根八日市甲西線 重複区間起点                                | 東近江市 | 東近江市 | 横溝町       | 横溝交差点          |
| 滋賀県道13号彦根八日市甲西線 重複区間終点                                | 東近江市 | 東近江市 | 北菩提寺町   |                     |
| 滋賀県道221号目加田湖東線                                                | 愛知郡   | 愛荘町   | 平居         | 平居交差点          |
| 滋賀県道529号小田苅愛知川線 / 御代参街道                                 | 愛知郡   | 愛荘町   | 愛知川       |                     |
| 国道8号 重複区間起点                                                     | 愛知郡   | 愛荘町   | 愛知川       | 御幸橋北交差点      |
| 国道8号 重複区間終点                                                     | 愛知郡   | 愛荘町   | 愛知川       | 御幸橋北交差点      |
| 滋賀県道206号神郷彦根線未供用                                            | 愛知郡   | 愛荘町   | 長野         |                     |
| 滋賀県道2号大津能登川長浜線未供用 / 彦根道＝朝鮮人街道                   | 彦根市   | 彦根市   | 服部町       | 終点                |

### 交差する鉄道
- 東海道新幹線
- 近江鉄道本線
- 東海道本線

### 沿線
- 宗林寺
- 西堀榮三郎記念探検の殿堂
- 湖東スタジアム
- ひばり公園
- 東近江市立湖東中学校
- 東近江市役所湖東支所
- 東近江市立湖東図書館
- 社会福祉法人ゆたか保育園
- 栗本コンクリート
- タカタ
- ヨーコン（旧大洋コンクリート）
- みゆき公園
- 祇園神社
- 三火光神社
- 近畿コンクリート